# Faithless
Faithless är ett brittiskt band vars musik de själva beskriver som en mix av hiphop och dans. Medan de är mest kända för typiska danslåtar som "Insomnia", "God Is a DJ" och "We Come 1" så har de producerat album med många olika musikstilar.

## Historik
De tre huvudsakliga medlemmarna i Faithless är Maxi Jazz (Maxwell Fraser), Sister Bliss (Ayalah Deborah Bentovim) och Rollo (Rowland Constantine O'Malley Armstrong). Jazz är den som gör det mesta rappandet när det gäller texter med stark spirituellt eller socialpolitiskt innehåll. Bliss är den som skapar den mesta musiken, mycket på elektronisk väg men hon spelar också piano, fiol, saxofon och basgitarr. Rollo är ledaren och producenten i bandet. Sångerskan Pauline Taylor medverkar som vokalist i många av gruppens låtar.
Förutom dessa tre huvudmedlemmar och den återkommande sångerskan så har gruppen använt sig av en gästartist till nästan varje album. Under de två första skivorna var Jamie Catto (James David Catto) den fjärde medlemmen i bandet, men han valde att sluta efter den andra skivan, Sunday 8PM. Till det tredje albumet, Outrospective så gjorde Zoë Johnston bandet sällskap. På nästa album, No Roots, så fyllde LSK (Leigh Stephen Kenny) platsen som bandmedlem nummer fyra.
De har också haft flera artister som gjort enskilda låtar tillsammans med bandet. Förutom undantaget Rollos syster Dido (Dido Florian Cloud de Bounevialle O'Malley Armstrong) som spelade in sin första studiolåt tillsammans med Faithless. Sedan dess har hon hittills varit med på en låt på varje album: "Flowerstand Man", "Hem of His Garment", "One Step Too Far", "No Roots" och "Last This Day".
Många trodde att bandet splittrades efter deras turné under mitten av 2005. Spekulationer som startade efter att Rollo hade skrivit: "We set out thinking it would be our last album, feeling maybe we have had our time in the sun". Men så blev det inte, utan snarare tvärtom när bandet presenterade en förlängning av sin pågående turné som därmed sträckte sig till december 2005. Därefter släppte bandet greatest hits-plattan Forever Faithless - The Greatest Hits, som tog sig till en förstaplats i Storbritannien.
Efter detta samlingsalbum så kom studioalbumet To All New Arrivals som i sin tur ledde till både singelsläpp ("Bombs") och turné (The Bombs Tour).

## Musik

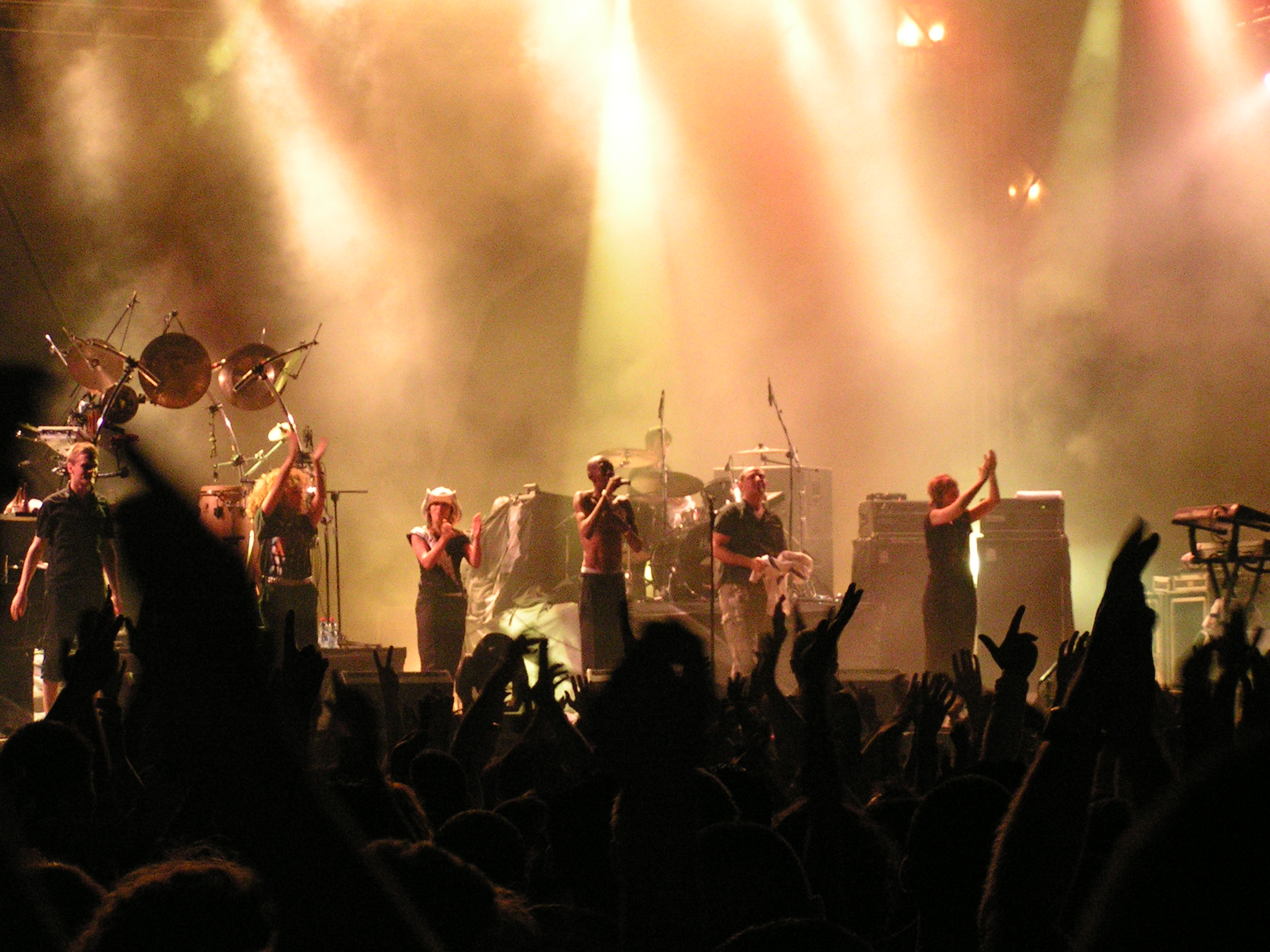
Faithless på Orange Music Experience Festival, Haifa, 2005

Faithless har släppt sex studioalbum med eget material. Man har nått allt högre positioner på album-topplistorna för varje nytt album. Från den första skivan Reverence som nådde plats 26 till No Roots som direkt tog sig upp till en förstaplacering. Eftersom de har tydliga dansrötter så har alla deras album följts upp av bonusskivor med mixar.
Förutom den egna gruppen så engagerar sig medlemmarna i Faithless i andra artisters arbete. Sister Bliss är, som tidigare sagt, DJ och har länge själv drivit sin solokarriär i form av spelningar, mixat andras material och även medverkat i musikvideor som Paul Oakenfolds "Weekend". Maxi Jazz gav ut ett album innan Faithless bildades och jobbade tillsammans med bland andra Robbie Williams i projektet 1 Giant Leap. Rollo i sin tur startade bolaget Cheeky Records och har producerat musik åt många andra artister, inte minst två av hans systers album.
Även som grupp mixar de andra artisters låtar. De har bland annat deltagit i kända mixade samlingsalbum som Back to Mine, som är en serie på över 20 skivor där en grupp åt gången mixar en skiva, och Renaissance 3D som är ett samarbete med nattklubben Renaissance, en klubb som turnerat över världen sedan 1991.

## Diskografi
Studioalbum
- Reverence (1996)
- Sunday 8pm (1998)
- Outrospective (2001)
- No Roots (2004)
- To All New Arrivals (2006)
- The Dance (2010)

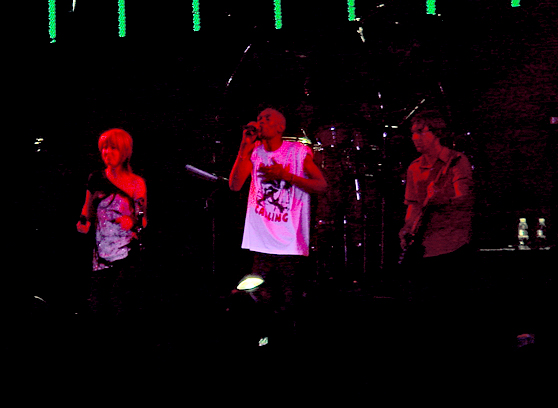
Faithless (feat. Cass Fox) uppträder på Coachella Valley Music and Arts Festival, 2007

Singlar (topp 10 på UK Singles Chart)
- 1995 – "Salva Mea" (#9)
- 1995 – "Insomnia" (#3)
- 1997 – "Reverence" (#10)
- 1998 – "God Is a DJ" (#6)
- 2001 – "We Come 1" (#3)
- 2002 – "One Step Too Far" (med Dido) (#6)
- 2004 – "Mass Destruction" (#7)

Samlingsalbum / Remixalbum
- Reverence / Irreverence (1996)
- Testimony – Chapter One (1999)
- Sunday 8PM / Saturday 3AM (1999)
- Back To Mine (2001)
- Outrospective / Reperspective (2002)
- Everything Will Be Alright Tomorrow (2004)
- Forever Faithless – The Greatest Hits (2005)
- Faithless – Renaissance 3D (2006)
- Insomnia: The Best of Faithless (2009)
- The Dance Never Ends (2010)
- Passing the Baton: Live from Brixton (2012)
- Faithless 2.0: The Greatest Hits and Remixes (2015)